# الكسندر فيف
الكسندر فيف هو سياسي أسترالي، ولد في 1827 في اسكتلندا في المملكة المتحدة، وتوفي في 1 مايو 1903 في Preston, Victoria ‏ في أستراليا. انتخب عضو المجلس التشريعي الفيكتوري ‏ وانتخب عضو الجمعية التشريعية  في فيكتوريا ‏ وانتخب عضو المجلس التشريعي لولاية كوينزلاند ‏.